# Arte degenerata

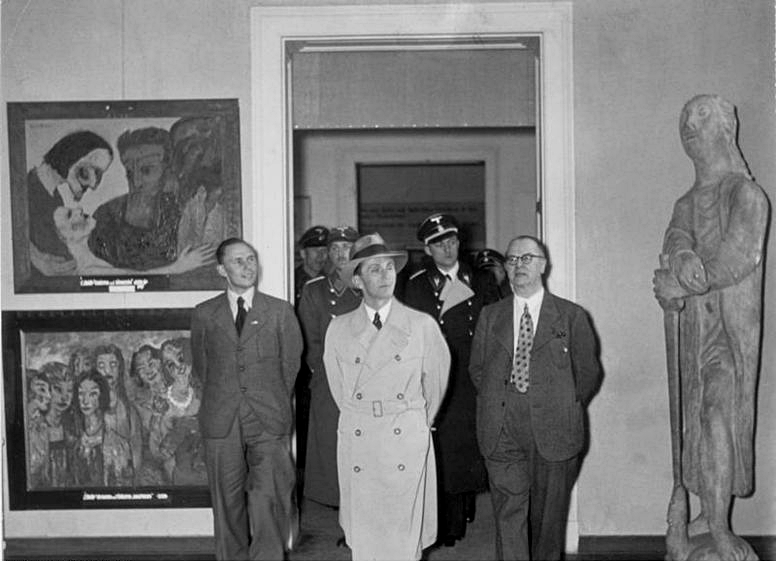
Goebbels visita la mostra Arte degenerata allestita a Monaco di Baviera nel 1937

Arte degenerata (in tedesco entartete Kunst) è un termine che nel contesto della Germania del regime nazista indicava quelle forme d'arte che riflettevano valori o estetiche contrarie alle concezioni naziste, le quali si opponevano a molte forme di arte contemporanea, nell'intento di conservare i valori della razza ariana e della sua tradizione culturale.

## Origine del concetto
Il concetto di degenerazione dell'arte non è una prerogativa nazista. Già Friedrich Schlegel lo utilizzava per etichettare l'involuzione poetica che a suo modo di vedere avrebbe avuto luogo nella tarda antichità. L'utilizzo tipicamente nazista del concetto si definisce per l'esplicita intenzione di collegare una presunta degenerazione a caratteristiche intrinseche delle razze umane meno sviluppate di quella ariana. Fra i primi a ricorrere a questo tipo di ragionamento va annoverato Richard Wagner che nel 1850 pubblicava un'opera, Das Judenthum in der Musik, contenente un duro attacco nei confronti degli ebrei e del loro influsso sul panorama musicale. Egli non utilizzava tuttavia il termine “degenerato”. In questa connotazione razzista è fondamentale un libro di Joseph Arthur Comte de Gobineau (archeologo francese) dal titolo Essai sur l'inégalité des races humaines (1853; tradotto in tedesco da Karl Ludwig Schemann nel 1901).
Nel 1892 viene pubblicato Entartung, opera del critico ebreo Max Nordau, il cui intento risiedeva nel ricondurre la degenerazione dell'arte alla degenerazione dell'artista. Le sue tesi sono state riutilizzate dai nazisti e citate pressoché testualmente dallo stesso Hitler. Nordau era un seguace di Cesare Lombroso, antropologo e criminologo ebreo italiano, che formulò la teoria su cui si fonda la fisiognomica: i criminali mostrano dei tratti somatici peculiari, i quali sono atavici e rappresentano un gruppo umano che ereditariamente ha subito un processo involutivo (inverso alla normale evoluzione), quindi degenerato. Nordau immaginò di aver trovato segni di questo atavismo in molti poeti, pittori e letterati dei suoi giorni, principalmente tra gli appartenenti al simbolismo e all'impressionismo. Egli propose la sua teoria al pubblico nel libro del 1892 Degenerazione (Entartung).

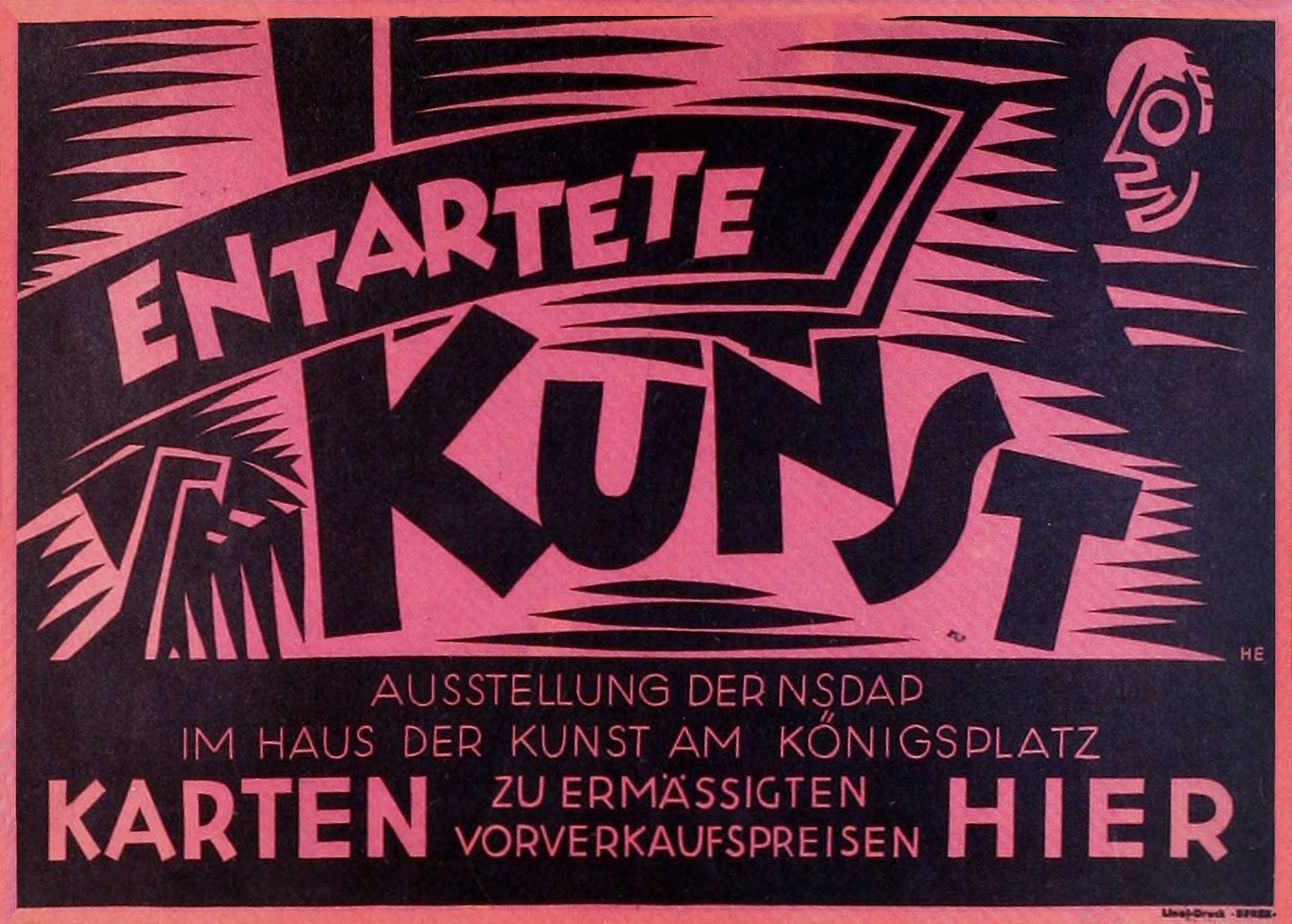
Locandina dell'esposizione sull'"Arte degenerata" (Entartete Kunst), Berlino, 1938.

## Le mostre naziste
Nel 1937 le autorità naziste epurarono i musei dall'arte considerata "degenerata". Tra le opere confiscate ne individuarono 650 che esposero in una speciale mostra itinerante di "arte degenerata". L'Espressionismo era la corrente artistica più presente tra le opere condannate. La mostra fu inaugurata a Monaco di Baviera il 19 luglio 1937, il giorno successivo all'inaugurazione della Grande mostra dell'arte tedesca e nelle immediate vicinanze. La mostra fu aperta da Joseph Goebbels: non era richiesto il pagamento di alcun biglietto di entrata, per far sì che fosse visitata dal maggior numero di persone possibile. Si spostò in 11 città della Germania e dell'Austria. Diversi tra gli artisti i cui lavori furono condannati e che erano in vita a quei tempi, furono esiliati, mentre quanti erano di religione israelita e non riuscirono a fuggire in tempo dalla Germania, morirono nella Shoah.

## La collezione Fohn
Molte delle opere messe sull'indice dalle autorità naziste furono salvate grazie all'impegno generoso e coraggioso della coppia Emanuel e Sophie Fohn, i quali riuscirono ad acquisire più di 250 opere "degenerate" in cambio di arte romantica da loro posseduta. Il materiale fu dal 1943 messo in sicurezza nella loro residenza in Alto Adige, e nel 1964 donato per via testamentaria quale Fondazione Sophie e Emanuel Fohn alle Bayerische Staatsgemäldesammlungen di Monaco di Baviera.

## Artisti presenti alla mostra di Monaco del 1937
- Jankel Adler
- Ernst Barlach
- Rudolf Bauer
- Philipp Bauknecht
- Otto Baum
- Willi Baumeister
- Herbert Bayer
- Max Beckmann
- Rudolf Belling
- Paul Bindel
- Theo Brün
- Max Burchartz
- Fritz Burger-Mühlfeld
- Paul Camenisch
- Heinrich Campendonk
- Karl Caspar
- Maria Caspar-Filser
- Pol Cassel
- Marc Chagall
- Lovis Corinth
- Heinrich Maria Davringhausen
- Walter Dexel
- Johannes Diesner
- Otto Dix
- Pranas Domšaitis
- Hans Christoph Drexel
- Johannes Driesch
- Heinrich Eberhard
- Max Ernst
- Hans Feibusch
- Lyonel Feininger
- Conrad Felixmüller
- Otto Freundlich
- Franz Xaver Fuhr
- Ludwig Gies
- Werner Gilles
- Otto Gleichmann
- Rudolph Grossmann
- George Grosz
- Hans Grundig
- Rudolf Haizmann
- Raoul Hausmann
- Guido Hebert
- Erich Heckel
- Wilhelm Heckrott
- Jacoba van Heemskerck
- Hans Siebert von Heister
- Otto Hettner
- Oswald Herzog
- Werner Heuser
- Heinrich Hoerle
- Karl Hofer
- Eugen Hoffmann
- Johannes Itten
- Alexej von Jawlensky
- Eric Johansson
- Hans Jürgen Kallmann
- Wassily Kandinsky
- Hanns Katz
- Ernst Ludwig Kirchner
- Paul Klee
- Cesar Klein
- Paul Kleinschmidt
- Gustav Klimt
- Oskar Kokoschka
- Otto Lange
- Wilhelm Lehmbruck
- Elfriede Lohse-Wächtler
- Max Liebermann
- El Lissitzky
- Oskar Lüthy
- Franz Marc
- Gerhard Marcks
- Ewald Mataré
- Ludwig Meidner
- Jean Metzinger
- Constantin von Mitschke-Collande
- László Moholy-Nagy
- Marg Moll
- Oskar Moll
- Johannes Molzahn
- Piet Mondrian
- Georg Muche
- Otto Mueller
- Erich Nagel
- Heinrich Nauen
- Ernst Wilhelm Nay
- Karel Niestrath
- Emil Nolde
- Otto Pankok
- Max Pechstein
- Max Peiffer-Watenphul
- Hans Purrmann
- Max Rauh
- Hans Richter
- Emy Roeder
- Christian Rohlfs
- Edwin Scharff
- Oskar Schlemmer
- Rudolf Schlichter
- Karl Schmidt-Rottluff
- Werner Scholz
- Lothar Schreyer
- Otto Schubert
- Kurt Schwitters
- Lasar Segall
- Friedrich Skade
- Friedrich Stuckenberg
- Paul Thalheimer
- Johannes Tietz
- Arnold Topp
- Friedrich Vordemberge-Gildewart
- Karl Völker
- Christoph Voll
- William Wauer
- Gert Heinrich Wollheim
- Vincent van Gogh[5]
- Karl Zerbe[6]

Movimenti artistici condannati come "degenerati" durante il regime nazista furono:
- Dadaismo
- Cubismo
- Espressionismo
- Fauvismo
- Nuova oggettività
- Surrealismo
- Bauhaus
- Impressionismo
- Postimpressionismo